# Зайцево (Крым)
За́йцево (до 1948 года Муссали́; укр. Зайцеве, крымскотат. Musa Ali, Муса Али) — село в Черноморском районе Республики Крым, в составе Межводненского сельского поселения (согласно административно-территориальному делению Украины — Межводненского сельсовета Автономной Республики Крым).

## Население
| 2001 | 2014 |
| ---- | ---- |
| 132  | ↘96  |

Всеукраинская перепись 2001 года показала следующее распределение по носителям языка
| Язык             | Процент |
| ---------------- | ------- |
| русский          | 56.82   |
| украинский       | 24.24   |
| крымскотатарский | 18.18   |
| другие           | 25.56   |

### Динамика численности
| - 1864 год — 6 чел. - 1892 год — 0 чел. - 1900 год — 22 чел. - 1915 год — 152/10 чел. | - 1926 год — 152 чел. - 2001 год — 132 чел. - 2009 год — 125 чел. - 2014 год — 96 чел. |

## Современное состояние
На 2016 год в Зайцево, согласно КЛАДР, числится 18 улиц и 3 переулка, при этом на Яндекс-карте обозначено 4 улицы; на 2009 год, по данным сельсовета, село занимало площадь 89,5 гектара, на которой в 44 дворах проживало 125 человек. В селе действуют клуб, ФАП. Село связано автобусным сообщением с райцентром и соседними населёнными пунктами.

## География
Зайцево — небольшое село на севере района, степном Крыму, расположено в 15 км на северо-восток от районного центра Черноморское, высота центра села над уровнем моря — 34 м. Ближайшие населённые пункты — Снежное в 3 км на юго-запад и Межводное в 4,5 км на северо-запад. Расстояние до райцентра около 16 километров (по шоссе), ближайшая железнодорожная станция — Евпатория — примерно 63 километра. Транспортное сообщение осуществляется по региональных автодорогам 35Н-620 Межводное — Зайцево (6,3 километра) и 35Н-607 от шоссе Черноморское — Евпатория (9 километров) (по украинской классификации — С-0-11719 и С-0-11705).

## История
Идентифицировать Муссали среди, зачастую сильно искажённых, названий деревень в Камеральном Описании Крыма… 1784 года пока не удалось, возможно, это Пек Эрмис Мангытского кадылык Козловского каймаканства. После присоединения Крыма к России (8) 19 апреля 1783 года, (8) 19 февраля 1784 года, именным указом Екатерины II сенату, на территории бывшего Крымского ханства была образована Таврическая область и деревня была приписана к Евпаторийскому уезду. С началом Русско-турецкой войной 1787—1791 годов, весной 1788 года производилось выселение крымских татар из прибрежных селений во внутренние районы полуострова, в том числе и из Контугана. В конце войны, 14 августа 1791 года всем было разрешено вернуться на место прежнего жительства. После павловских реформ, с 1796 по 1802 год входила в Акмечетский уезд Новороссийской губернии. По новому административному делению, после создания 8 (20) октября 1802 года Таврической губернии, Муссали территориально находился в составе Яшпетской волости Евпаторийского уезда, но, видимо, деревня была покинута жителями, эмигрировавшими в Турцию вскоре после присоединения к России, поскольку в ревизских списках тех лет не встречается. На военно-топографической карте генерал-майора Мухина 1817 года деревня Мусала обозначена пустующей, на карте 1836 года в деревне 4 двора, а на карте 1842 года обозначена условным знаком «малая деревня», то есть, менее 5 дворов.
В 1860-х годах, после земской реформы Александра II, деревню приписали к Курман-Аджинской волости. В «Списке населённых мест Таврической губернии по сведениям 1864 года», составленном по результатам VIII ревизии 1864 года, Муссали — владельческая татарская деревня, с 1 двором и 6 жителями при колодцах. По обследованиям профессора А. Н. Козловского 1867 года, вода в колодцах деревни была пресная, а их глубина колебалась от 2 до 10 саженей (от 4 до 20 м). На трехверстовой карте Шуберта 1865—1876 года обозначен господский двор Мусали. В «…Памятной книжке Таврической губернии на 1892 год», о посёлке Муссали, входившем в Карлавский участок, никаких сведений, кроме названия, не приведено.
Земская реформа 1890-х годов в Евпаторийском уезде прошла после 1892 года, в результате Муссали приписали к Донузлавской волости. На полуверстовой карте 1890 года в селении обозначено 4 двора с русским населением.
По «…Памятной книжке Таврической губернии на 1900 год» в деревне числилось 22 жителя в 3 дворах. На 1910 год в селении действовала школа грамоты
```
(
земская школа
), отмеченная и в  1914 году
[
45
]
. По 
Статистическому справочнику Таврической губернии. Ч.II-я. Статистический очерк, выпуск пятый Евпаторийский уезд, 1915 год
, в посёлке Муссали Донузлавской волости Евпаторийского уезда числился 31 двор с русскими жителями (27 дворов с землёй, 4 — безземельные) в количестве 152 человек приписного населения и 10 — «постороннего», из которых 82 мужчины и 80 женщин. Жители владели 665 
десятинами
 удобной земли. В хозяйствах имелось 85 лошадей, 44 вола, 29 коров и 178 голов мелкого скота
[
14
]
.
```

После установления в Крыму Советской власти, по постановлению Крымревкома от 8 января 1921 года № 206 «Об изменении административных границ» была упразднена волостная система и образован Евпаторийский уезд, в котором создан Ак-Мечетский район и село вошло в его состав, а в 1922 году уезды получили название округов. 11 октября 1923 года, согласно постановлению ВЦИК, в административное деление Крымской АССР были внесены изменения, в результате которых округа были отменены, Ак-Мечетский район упразднён и село вошло в состав Евпаторийского района. Согласно Списку населённых пунктов Крымской АССР по Всесоюзной переписи 17 декабря 1926 года, в селе Муссали, Керлеутского сельсовета Евпаторийского района, числилось 25 дворов, все крестьянские, население составляло 152 человека, все русские. Согласно постановлению КрымЦИКа от 30 октября 1930 года «О реорганизации сети районов Крымской АССР», был восстановлен Ак-Мечетский район (по другим данным 15 сентября 1931 года) и село вновь включили в его состав.
С 25 июня 1946 года Муссали в составе Крымской области РСФСР. Указом Президиума Верховного Совета РСФСР от 18 мая 1948 года, Муссали переименовали в Зайцево. 26 апреля 1954 года Крымская область была передана из состава РСФСР в состав УССР. С начала 1950-х годов, в ходе второй волны переселения (в свете постановления № ГОКО-6372с «О переселении колхозников в районы Крыма»), в Черноморский район приезжали переселенцы из различных областей Украины. Время включения в состав Межводненского сельсовета пока не установлено: на 15 июня 1960 года село уже числилось в его составе. С 12 февраля 1991 года село в восстановленной Крымской АССР, 26 февраля 1992 года переименованной в Автономную Республику Крым. С 21 марта 2014 года в составе Крыма аннексировано Россией.